# 2018 EC4
2018 EC4 est un astéroïde troyen de Mars se trouvant autour du point L5 du couple Soleil-Mars. Il est le membre le plus brillant et l'éponyme du groupe d'astéroïdes de 2018 EC4, ce sous-ensemble fait partie de la famille d'Eurêka.

## Découverte
D'abord repéré en 2011 comme petit objet terrestre, 2018 EC4 est observé la première fois en tant qu'astéroïde le 10 mars 2018 relevé par le Mount Lemmon Survey.

## Caractéristiques
2018 EC4  est répertorié dans la catégorie des petits objets célestes. Il appartient au groupe du même nom, dont il est le membre le plus brillant. Ce sous-ensemble comprend également 2011 SP189 et 2018 FM29. Il est le sous-groupe le plus important au sein de la famille d'Eurêka par sa composition et ses données d'observation,.
Sa magnitude absolue est de 24,15 ; son diamètre est estimé à 276 m,.

## Orbite
Il partage l'orbite de Mars et fait partie des 15 astéroïdes troyens martiens autour du point Lagrange L5.

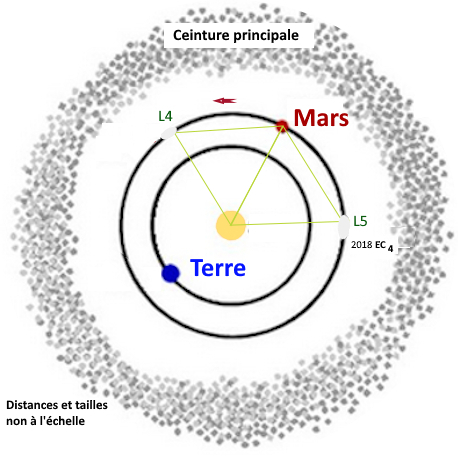

## Origine
L'étude publiée dans Astronomy & Astrophysics suppose que les élément du sous-groupe seraient le résultat d'une collision en cascade,.